# Purpurstenbræk
Purpurstenbræk (Saxifraga oppositifolia), også skrevet Purpur-Stenbræk, er en staude med en lav, pudeagtig eller tæppedannende vækst. Den er f.eks. almindelig over hele Grønland i klipperevner og på fjeldmarker, hvor det er den nordligst voksende af de højere planter.

## Beskrivelse
Bladene sidder modsat i 4 rækker og danner små rosetter. Bladene er tungeformede og ganske små (skælagtige), og de er dækket af fine hår langs randen. Blomstringen sker i maj-august alt afhængigt af snesmeltningen. Planten har ca. 1 cm store purpurrøde til rosafarvede blomster med omvendt ægformede kronblade. De blomstrende stængler er oftest uden blade og bærer hver en enkelt, endestillet blomst.
Den er en af de første planter, som blomstrer i højfjeldet og Arktis, og det skyldes, at knopperne allerede bliver dannet det foregående efterår. De få højarktiske og højalpine insekter lokkes af de forholdsvis store blomster, som får øget signalvirkning ved den tætte, pudeagtige vækstform.
Højde x bredde og årlig tilvækst: 0,05 x 0,20 m (5 x 5 cm/år).

## Hjemsted
Planten er almindeligt forekommende i højarktiske områder samt i bjergområder længere sydpå, sådan at den (med sine underarter) dækker et område fra Sierra Nevada via alpine højder i de europæiske, asiatiske og nordamerikanske bjergkæder over Nordeuropa, Sibirien, det nordligste Nordamerika til Grønland, hvor den findes på 83°15' nordlig bredde, hvorved den er den nordligste af de højere planter. I alperne foretrækker arten stenede moræner og højder mellem 1600 og 3800 m.
Den holder rekorden for verdens nordligste voksende blomst da den vokser på Kaffeklubben Ø, ud for Nordgrønlands kyst.

## Anvendelse
Planten er den canadiske provins Nunavuts nationalblomst. På Grønland plukker befolkningen de nektarfyldte blomster og spiser dem. Det er en markant, karakteristisk og iøjnefaldende plante, som er populær i alpine haver. Planten er dog vanskelig at få til at trives i et varmere klima.